# عبدالله السلمان
عبدالله السلمان (انگلیسی: Abdullah Al-Salman؛ زادهٔ ۵ مهٔ ۱۹۹۴) یک ورزشکار اهل عربستان سعودی است.
از باشگاه‌هایی که در آن بازی کرده‌است می‌توان به باشگاه فوتبال التعاون عربستان سعودی اشاره کرد.